# Frédéric III de Brandebourg-Bayreuth
Frédéric III (10 mai 1711, Weferlingen – 26 février 1763, Bayreuth) est margrave de Brandebourg-Bayreuth de 1735 à sa mort.

## Biographie
Fils du margrave Georges-Frédéric-Charles de Brandebourg-Bayreuth et de Dorothée de Schleswig-Holstein-Sonderbourg-Beck, Frédéric III reçoit une bonne éducation et étudie huit ans à l'université calviniste de Genève. Il ceint la couronne la mort de son père en 1735 et règne sous le nom de Frédéric III. Il est alors âgé de 24 ans.
Se comportant en prince éclairé, le jeune souverain; très apprécié du petit peuple, encourage les arts et les sciences dans son margraviat. Il finance de nombreuses constructions nouvelles : l'université de Bayreuth, l'opéra de Bayreuth de style baroque (1744-1748), le château Fantaisie, tout en faisant transformer et agrandir le château de l'Ermitage, avec le temple du soleil (1749-1753). Un nouveau château avec ses jardins est également construit comme résidence du margrave.
Il ne laisse pas de fils et, à sa mort, son oncle Frédéric-Christian lui succède.

## Mariages et descendance
Le 20 novembre 1731, Frédéric III épouse à Berlin sa cousine Wilhelmine (1709-1758), fille aîné du roi Frédéric-Guillaume Ier de Prusse et de la reine née Sophie-Dorothée de Hanovre. Le couple n' a qu'une fille :
- Élisabeth-Frédérique-Sophie (30 août 1732 – 6 avril 1780), épouse en 1748 le duc Charles II de Wurtemberg.

Si les deux époux se respectent, ils s'éloignent très vite l'un de l'autre après la naissance de leur enfant. Sœur de Frédéric II de Prusse, la margravine sera renommée pour son intelligence et sera en relation avec Voltaire. Elle mourra en 1758.
Veuf, Frédéric III se remarie le 20 septembre 1759 à Brunswick avec Sophie-Caroline de Brunswick-Wolfenbüttel (1737-1817), fille du duc Charles Ier de Brunswick-Wolfenbüttel. Ils n'ont pas d'enfants.